# Карамское муниципальное образование
Карамское муниципальное образование — муниципальное образование со статусом сельского поселения в Казачинско-Ленском районе Иркутской области России. Административный центр — село Карам.

## Демография
По результатам Всероссийской переписи населения 2010 года
численность населения муниципального образования составила 352 человека, в том числе 179 мужчин и 173 женщины.

## Населённые пункты
В состав муниципального образования входят населённые пункты
- Карам[2]